# Símos V. Kedíkoglou
Pour les articles homonymes, voir Symeon Kedikoglou.
Symeón Vassilíou Kedíkoglou dit Símos (Συμεών «Σίμος» Βασιλείου Κεδίκογλου), né le 14 novembre 1963 à Athènes, est un journaliste et homme politique grec.

## Biographie
Il est le fils de Vassilis Kedikoglou (el), député PASOK d'Eubée de 1977 à 2004 et ministre des gouvernements Andréas Papandréou I et II. Son oncle est Angelos Kedikoglou, général de division des blindés de l'armée grecque et conseiller militaire d'Andréas Papandréou. Le fils de celui-ci, son cousin germain Simos A. Kedikoglou (el), est également député PASOK d'Eubée de 2009 à décembre 2014.
Après des études à l'Université d'État du pétrole et du gaz I.M. Goubkine de Moscou puis à l'Institut national des langues et civilisations orientales à Paris, il entame une carrière de journaliste. Il suit l'actualité politique, parlementaire et diplomatique pour les journaux Kathimerini, Apogevmatini (en), Apophasi et Hora, intervient dans des émissions de radio et de télévision sur des chaînes publiques et privées dont CNN.
Aux élections législatives de 2004, il est élu député au Parlement grec sur la liste de la Nouvelle Démocratie dans la circonscription d'Eubée, et est réélu en 2007, 2009, puis échoue en 2012 mais est élu à nouveau en 2012, janvier et septembre 2015.
Le 5 juillet 2012, il est nommé porte-parole de gouvernement Samarás, avec rang de secrétaire d'État auprès du Premier ministre (Υφυπουργός στον Πρωθυπουργό (Yfypourgós ston Prothypourgó)). Toutefois, ces deux fonctions lui sont retirées dans le remaniement du 9 juin 2014, et il est remplacé par Sofía Voúltepsi. Du 25 juin 2013 au 9 juin 2014, son cousin et homonyme Simos A. Kedikoglou (el), député PASOK d'Eubée, est également secrétaire d'État à l'Éducation et aux Affaires religieuses dans le même gouvernement.
Après l'annonce de la fermeture soudaine de l'ERT en juin 2013 par le gouvernement Samarás, l'Union des journalistes de la presse quotidienne d'Athènes (en) (ESIEA, devenue EODAP en 2014), dont il est membre, l'exclut,,.